# 南欧紫荆

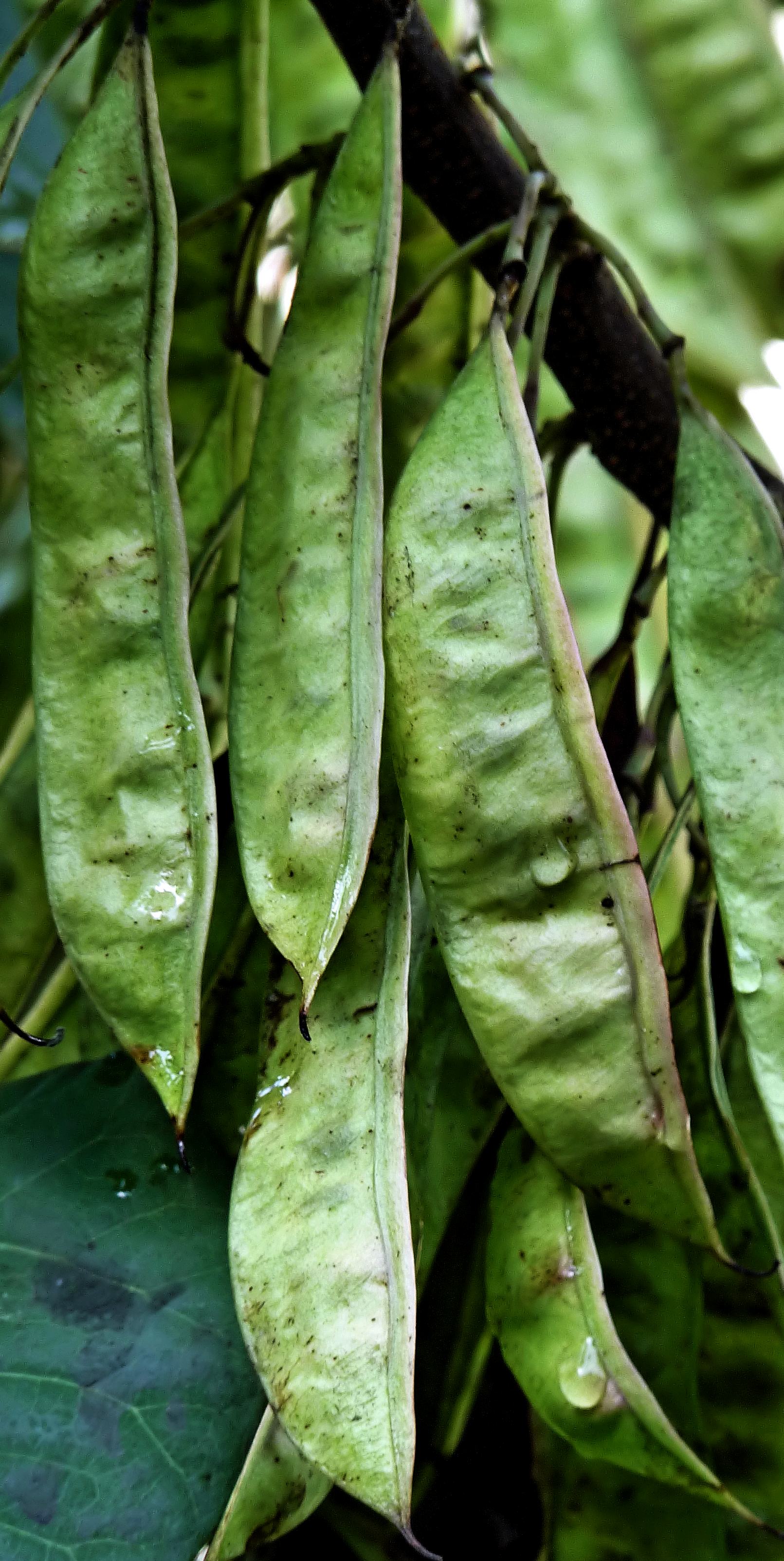
南欧紫荆豆荚果实

南欧紫荆（学名：Cercis siliquastrum），属于蘇木亞科紫荆属的一种落叶乔木，其高度不超过10米，原产于南欧和西亚，性喜钙质较干燥土壤。叶子较圆，尾部呈V形，绿色带微蓝，先开花后生叶，花为紫红色，非常美观，果实为豆荚。常被作为公园、院落观赏植物而栽种。
南欧紫荆又被称为“犹大树”，根据传说，出卖耶稣的犹大是在这种树上吊死的，这使树木因此感到羞耻，以至于白色的花全都变成了紫红色。

## 特征

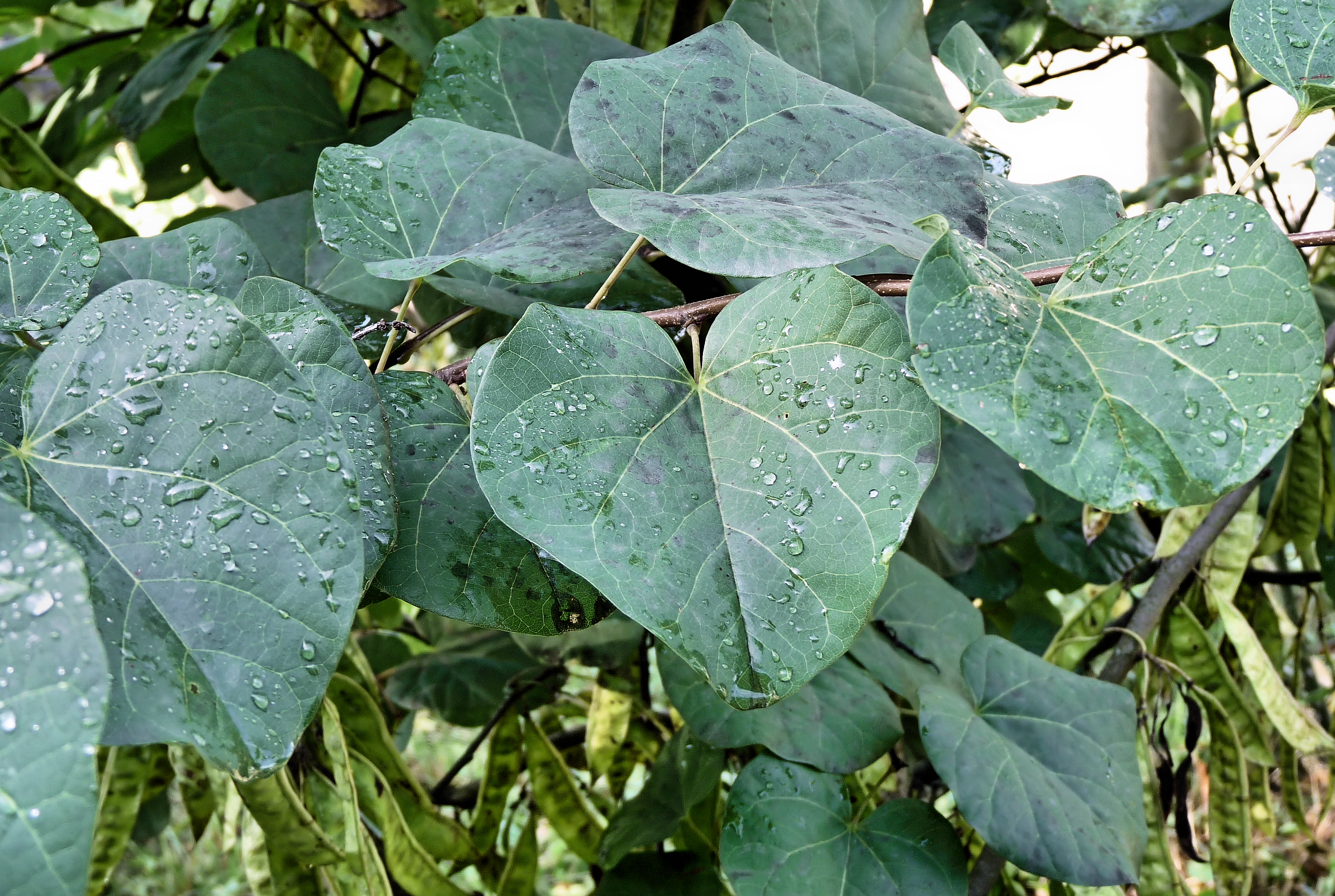
南欧紫荆树叶

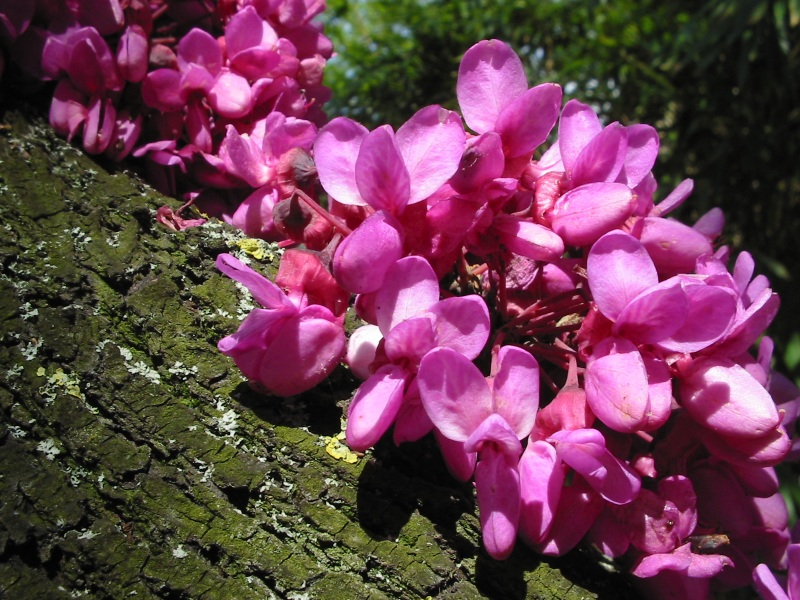
老枝上新长出的花

小型乔木，株高达4－8米，少数可达10－12米，树干直径达10米。叶互生，宽心形，先端钝且偶有浅凹槽，长约10厘米，新叶为青铜色，秋季落叶为黄色，一般在第一次开花後不久就开始生长。花为蝶形花，深粉红色，生长在一年生或更老的植株上，春末常生长在树干上，称为老茎生花。花为两性花，由蜜蜂授粉。果实为竖直垂下的长扁平豆荚。

## 分类学

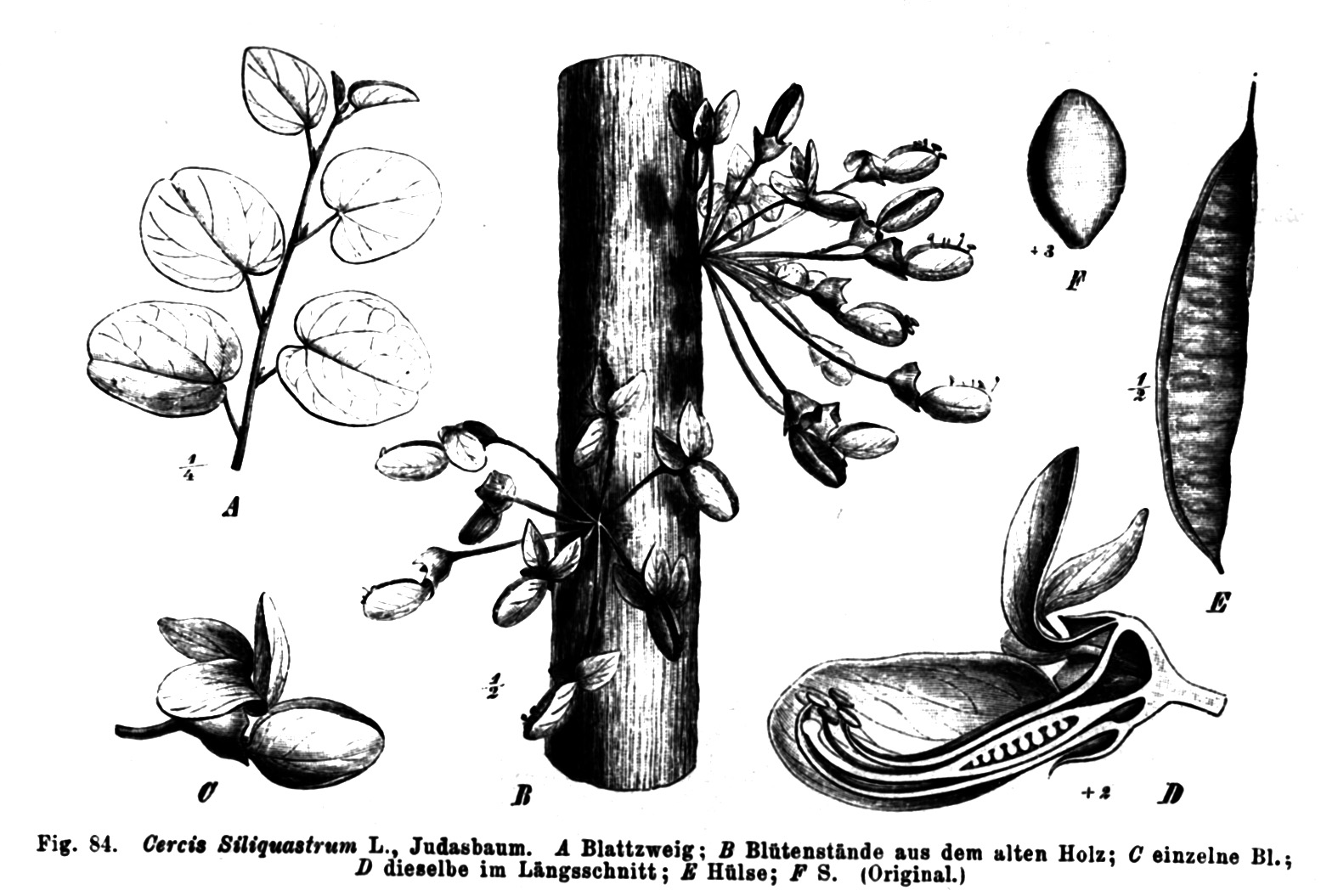
1891年的植物学绘图

此物种最初由卡尔·林奈於1753年描述，将种加词命名为siliquastrum，源自拉丁语单词siliqua，意为“豆荚”。
变种和亚种包括：
- var. hebecarpa Bornm.
- nothosubsp. yaltikirii (Ponert) Govaerts
- var. siliquastrum

## 分布

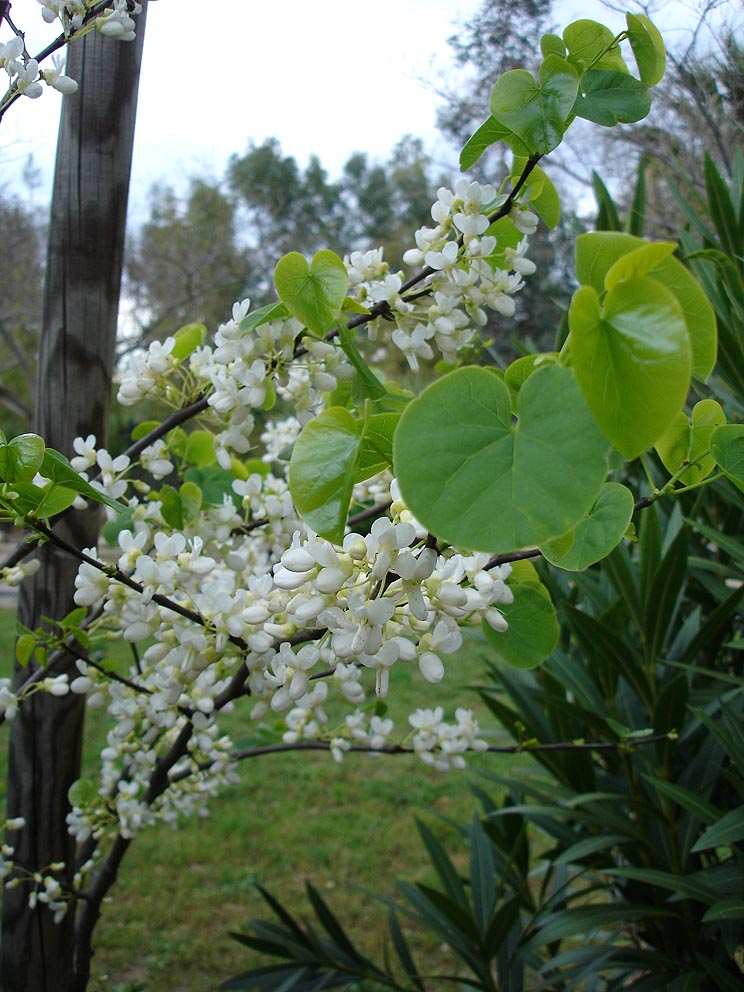
南欧紫荆白花品种'Alba'

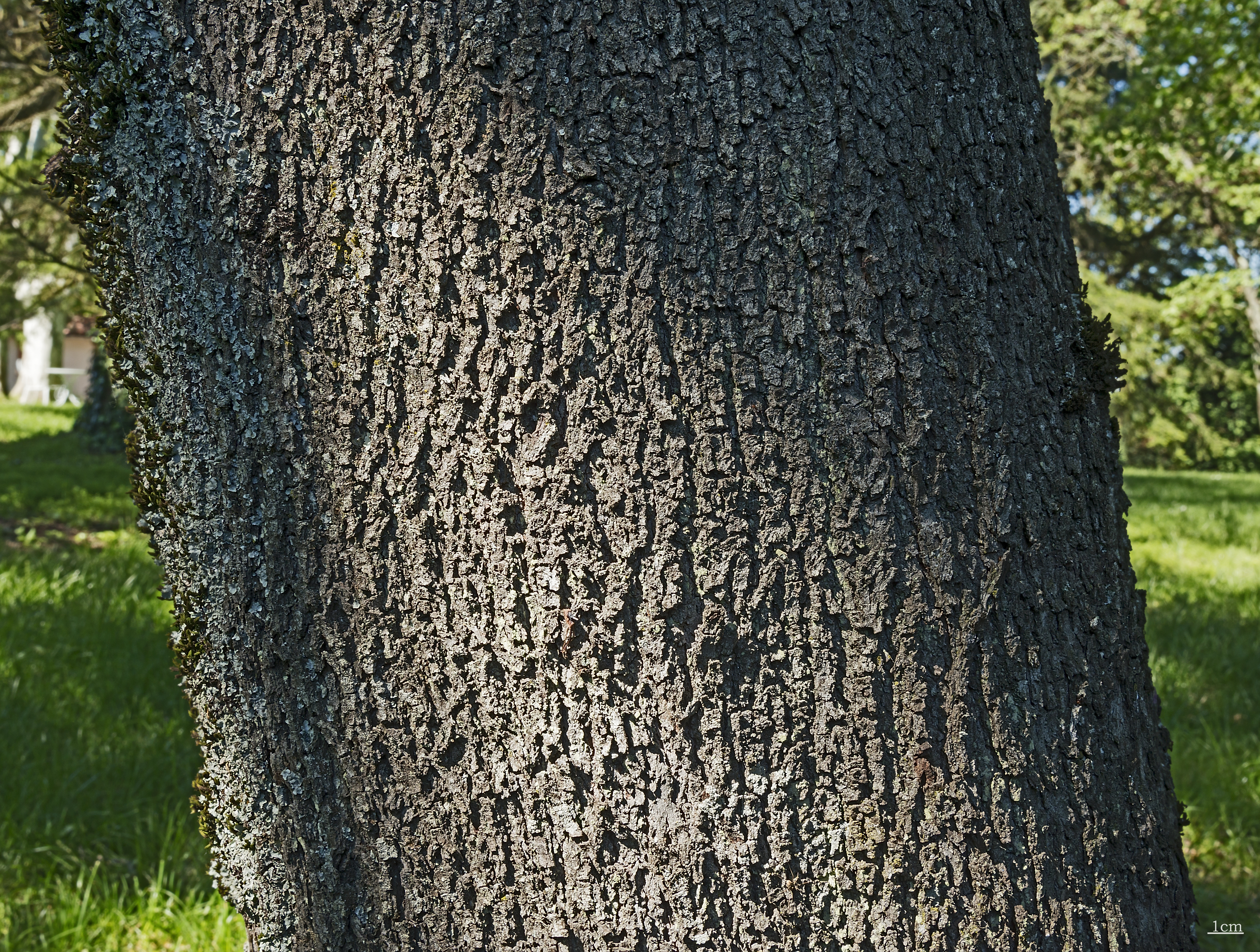
樹幹和樹皮。

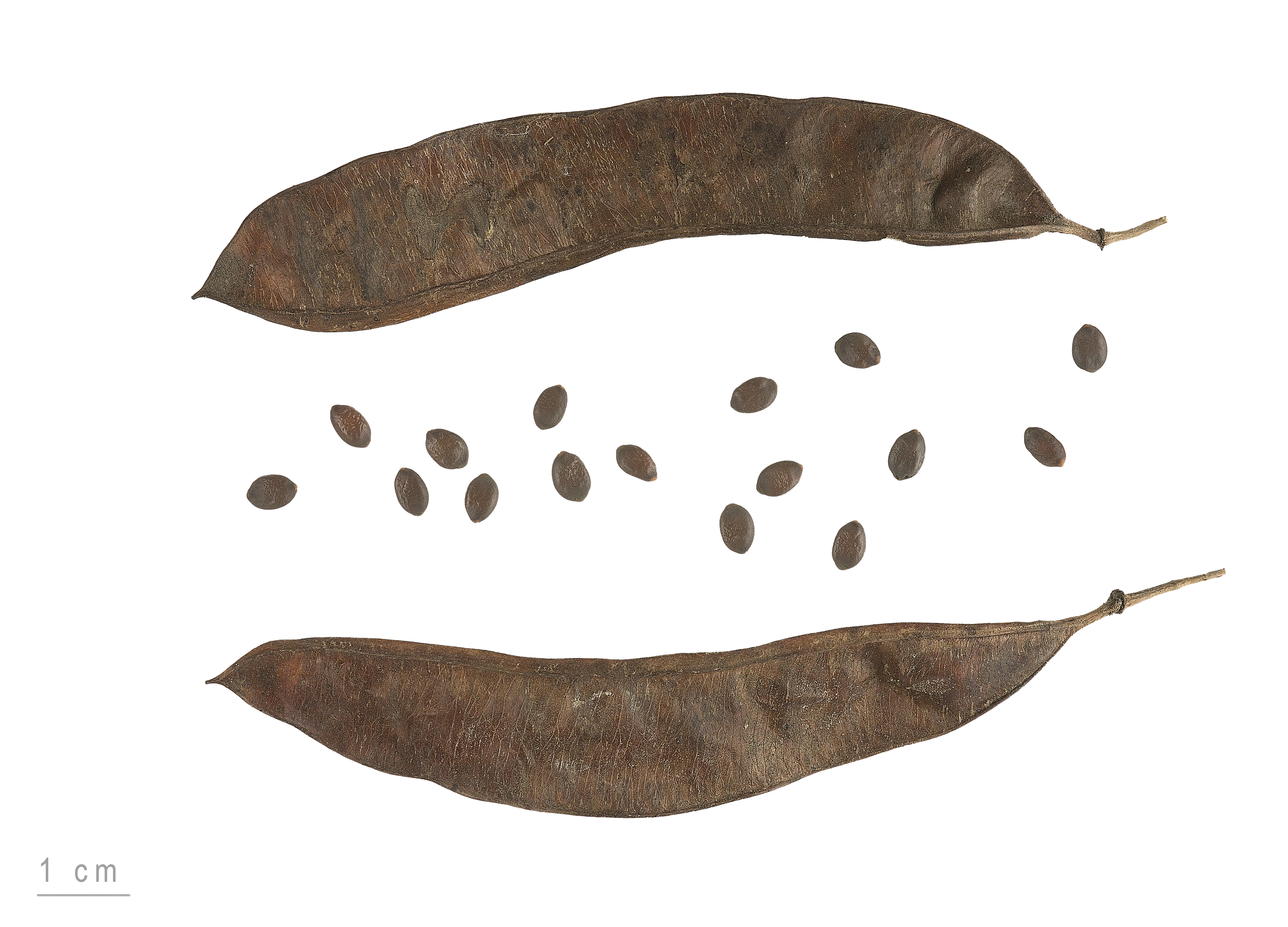
Cercis siliquastrum

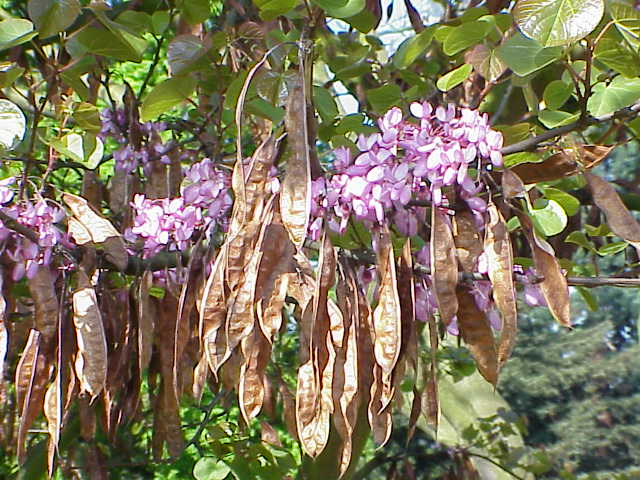
花和豆荚

南欧紫荆原产於西亚（包括伊朗、伊拉克、以色列、约旦、黎巴嫩、叙利亚）和南欧（阿尔巴尼亚、保加利亚、法国、希腊、意大利、土耳其、南斯拉夫）。

## 栽培

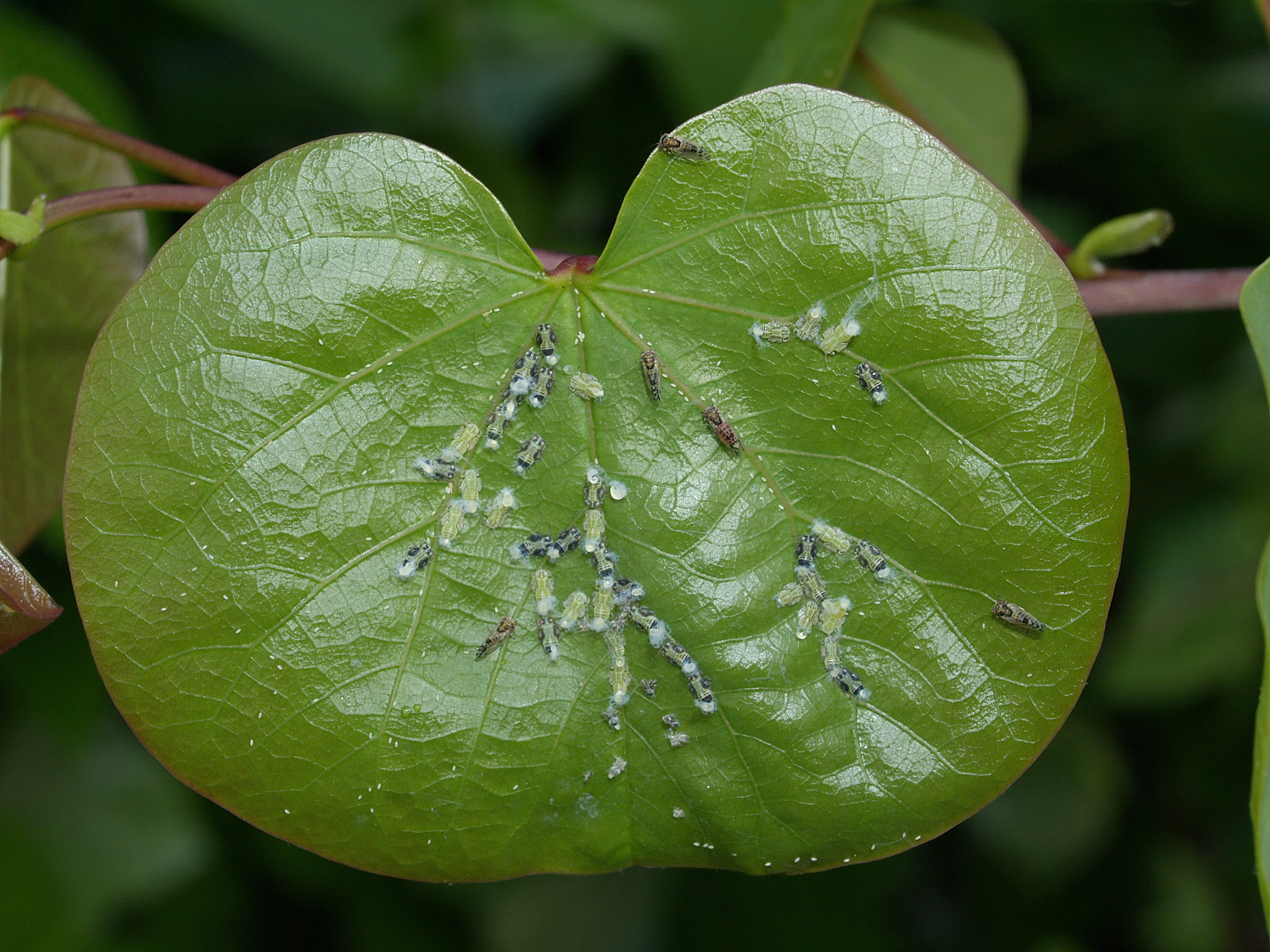
树上的Cacopsylla pulchella（一种木蝨科昆虫）

南欧紫荆喜较深、肥沃、排水良好的土壤，喜充足的阳光或半阴，耐旱性好。
栽培种包括：
- 'Alba'：白花
- 'Bodnant'：深粉紫色花
- 'Rubra'：深粉紫色花

南欧紫荆的虫害有葉蟬、介壳虫、木蝨（主要是Cacopsylla pulchella）和蚜虫，病害有溃疡病、珊瑚斑病和黄萎病。
栽培繁殖的方式有播种、扦插和芽接。
南欧紫荆木质坚硬，纹理美观，常用於制作抛光薄板和胶合板。